# Shibori

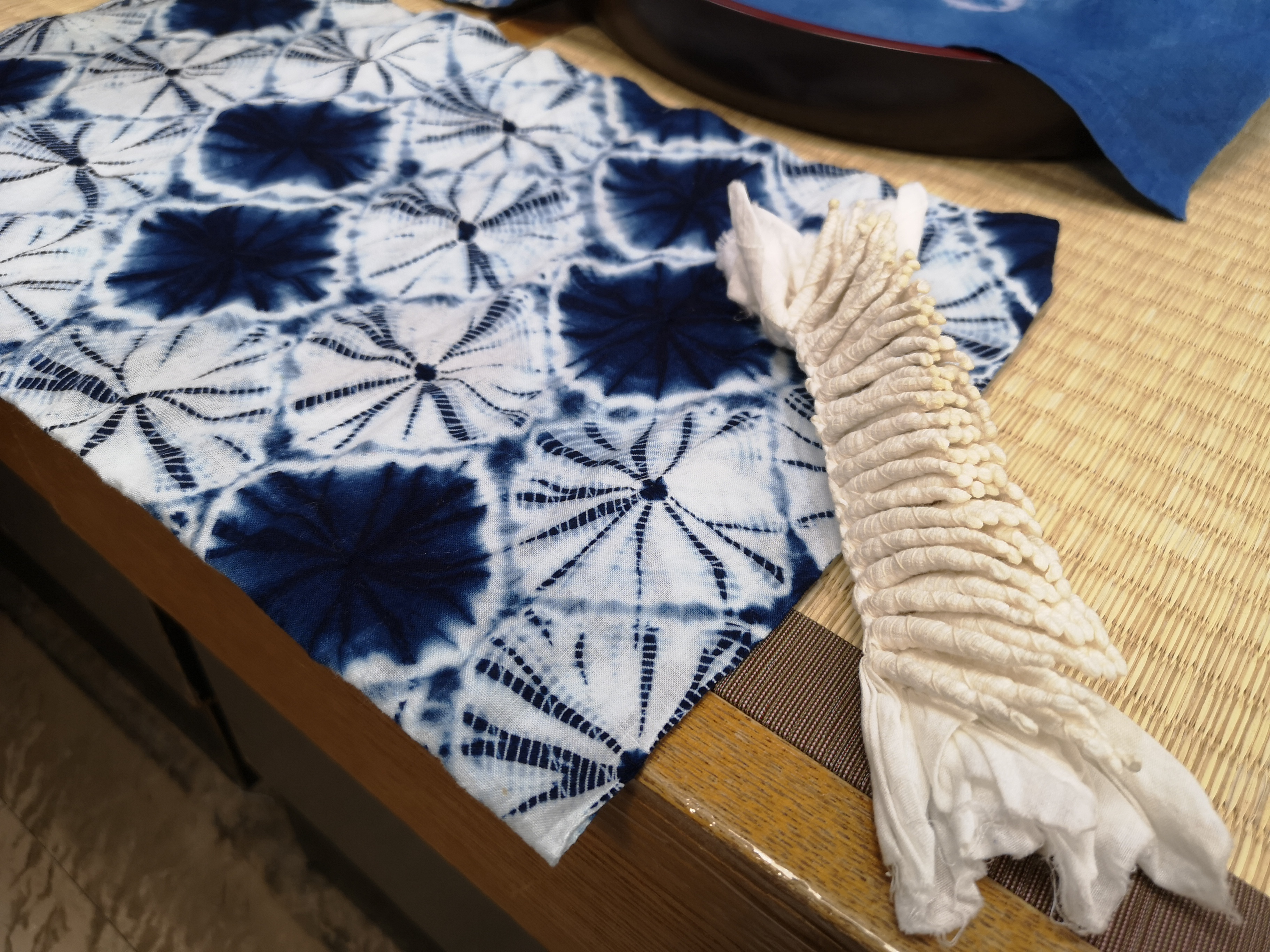
Shibori

Shibori är en japansk färgningsteknik som används för att göra mönster på textilier. Tekniken för shibori är att tyg viks, veckas, trådas, sys (så kallad blockering) för att skapa mönster när det sedan färgas. Man kan säga att tekniken liknar batikfärgning. Till skillnad från batik är blockeringarna mindre och mer komplexa och tygerna färgas ofta mer än en gång.

## Historia
Det tidigaste exemplet på tyg som är färgat med shibori dateras till 700-talet och kommer från Japan. Tyget finns bland varor som donerades av kejsar Shōmu till Tōdai-ji i Nara.
Fram till 1900-talet användes inte särskilt många textilier och färgämnen i stor utsträckning i Japan. De huvudsakliga textilierna som användes var silke och hampa och senare bomull. Färgämnena som huvudsakligen användes var indigo och i mindre utsträckning alizarin och lila rödbeta.
Shibori och andra textilkonster, som tsutsugaki, applicerades på alla dessa textilier och färgämnen.

## Tekniker
Det finns ett oändligt antal sätt som man kan binda, sy, vika, vrida eller pressa ihop tyg för shibori, och varje sätt resulterar i väldigt olika mönster. Varje metod används för att få ett specifikt resultat, men varje metod används också för att jobba i harmoni med den sortens tyg som används. Därför beror tekniken som används till shibori inte bara på det önskade mönstret, utan även på egenskaperna hos tyget som ska bli färgat. Dessutom kan olika tekniker användas tillsammans med varandra för att få ett ännu mer genomarbetat resultat.